# Faillissementskosten
Faillissementskosten zijn de kosten die gemaakt worden voor het afwikkelen van een faillissement. Ze worden ook wel boedelschuld(en) genoemd.
Men onderscheidt de "algemene" en de "bijzondere" faillissementskosten. "Bijzondere" faillissementskosten hebben betrekking op een specifieke bate. Te denken valt bijvoorbeeld aan deurwaarderskosten die de curator moet maken om de houder van een aan de boedel toebehorende zaak tot afgifte te bewegen. 
Onder de algemene faillissementskosten vallen alle afwikkelingskosten die betrekking hebben op de boedel als geheel. Zo wordt het salaris van de curator gerekend tot de algemene faillissementskosten.
Het onderscheid tussen bijzondere en algemene faillissementskosten is van belang bij de bepaling van het omslagpercentage.